# 24. ceremonia wręczenia Independent Spirit Awards
24. ceremonia wręczenia niezależnych nagród Independent Spirit Awards 2008 odbyła się 21 lutego 2009 roku na plaży w Santa Monica. 2 grudnia 2008 roku zostały ogłoszone nominacje do nagród.
Galę poprowadził Steve Coogan.
Najwięcej – 7 nominacji otrzymał dramat Rzeka ocalenia w reżyserii Courtney Hunt. Na drugim miejscu z sześcioma nominacjami – film Rachel wychodzi za mąż w reżyserii Jonathana Demme’a.
Najwięcej nagród, bo aż trzy zdobył film Zapaśnik w reżyserii Darrena Aronofsky’ego. Najlepszym aktorem okazał się Mickey Rourke, za rolę właśnie w Zapaśniku. Najlepsza tegoroczna aktorka to Melissa Leo i jej rola w filmie Rzeka ocalenia, który łącznie odebrał dwie statuetki. Dwoma laurami pochwalić się mogą Penélope Cruz i Woody Allen, oboje za film Vicky Cristina Barcelona.

## Laureaci i nominowani
Laureaci nagród wyróżnieni są wytłuszczeniem

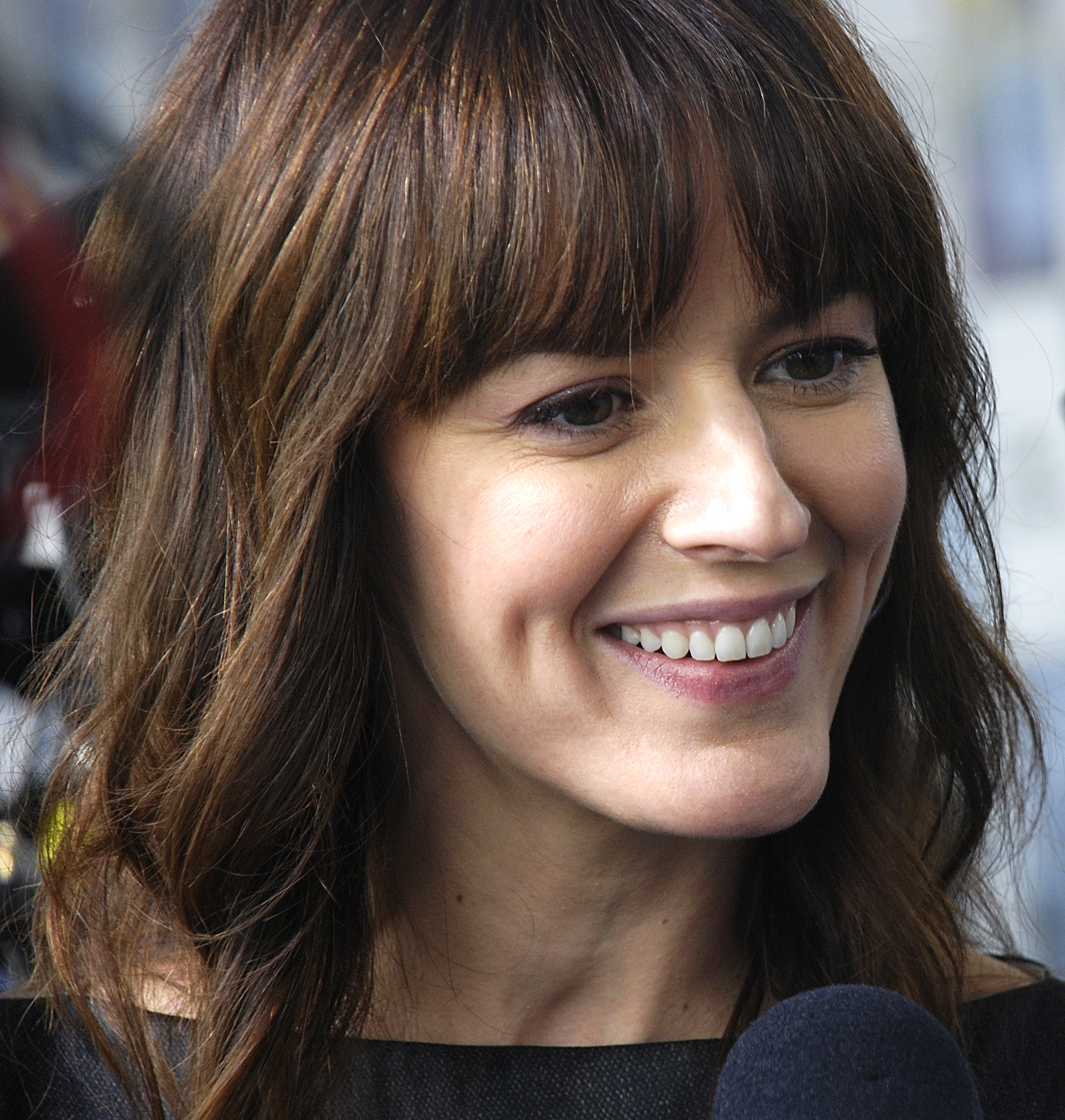
Aktorka Rosemarie DeWitt podczas gali wręczenia nagród. DeWitt nominowana była za rolę drugoplanową w obrazie Rachel wychodzi za mąż

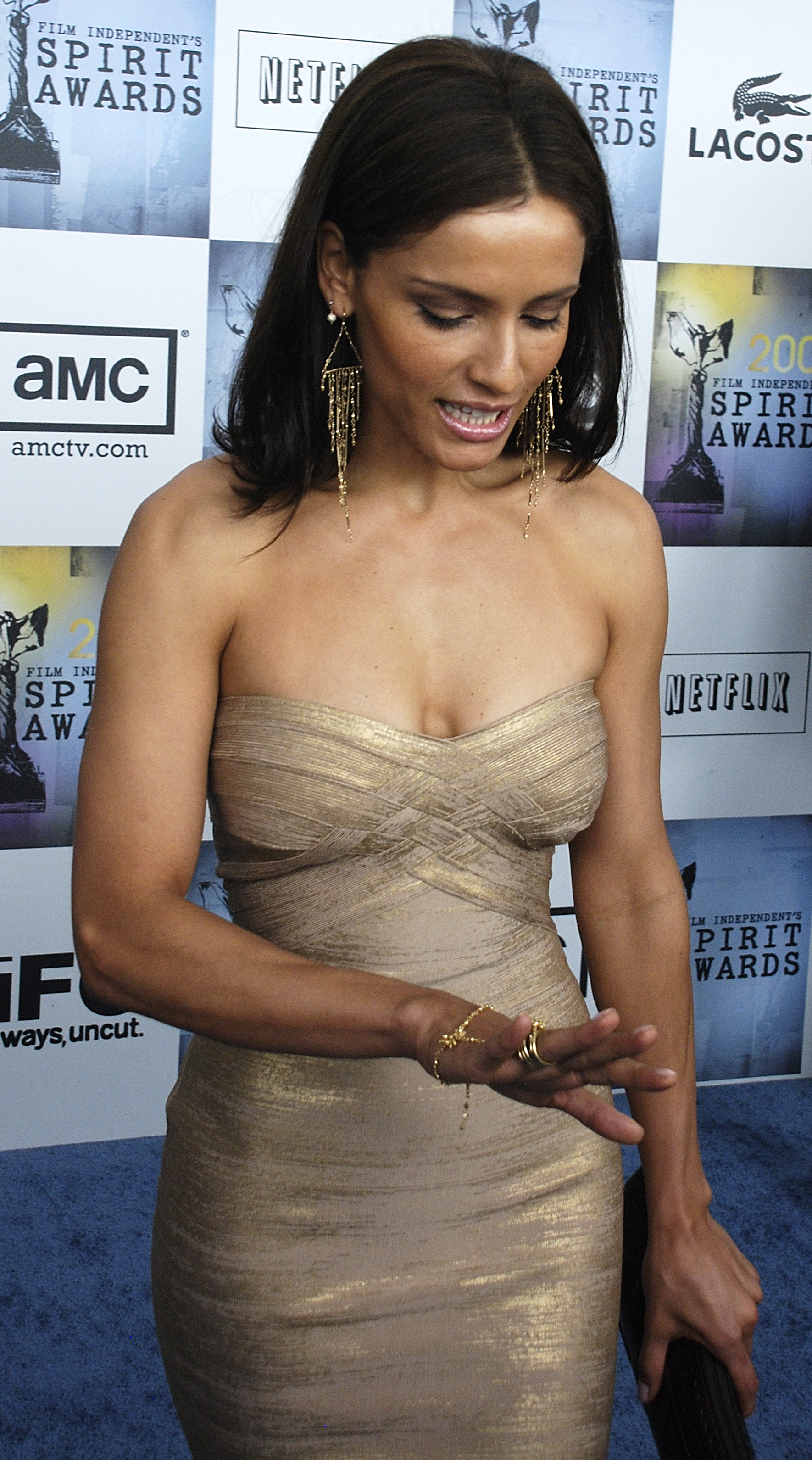
Aktorka Leonor Varela podczas prezentacji na niebieskim dywanie

### Najlepszy film niezależny
- Zapaśnik
  - Balast
  - Rzeka ocalenia
  - Rachel wychodzi za mąż
  - Wendy i Lucy

### Najlepszy film zagraniczny
- Klasa
  -  Gomorra
  -  Głód
  -  Tajemnica ziarna
  -  Ciche światło

### Najlepszy reżyser
- Tom McCarthy – Spotkanie
  - Ramin Bahrani – Chop Shop
  - Jonathan Demme – Rachel wychodzi za mąż
  - Lance Hammer – Balast
  - Courtney Hunt – Rzeka ocalenia

### Najlepszy scenariusz
- Woody Allen – Vicky Cristina Barcelona
  - Anna Fleck i Ryan Boden – Sugar
  - Charlie Kaufman – Synekdocha, Nowy Jork
  - Howard A. Rodman – Uwikłani
  - Christopher Zalla – Ojcze nasz

### Najlepsza główna rola żeńska
- Melissa Leo – Rzeka ocalenia
  - Summer Bishil – Nic świętego
  - Anne Hathaway – Rachel wychodzi za mąż
  - Tarra Riggs – Balast
  - Michelle Williams – Wendy i Lucy

### Najlepsza główna rola męska
- Mickey Rourke – Zapaśnik
  - Javier Bardem – Vicky Cristina Barcelona
  - Richard Jenkins – Spotkanie
  - Sean Penn – Obywatel Milk
  - Jeremy Renner –  The Hurt Locker. W pułapce wojny

### Najlepsza drugoplanowa rola żeńska
- Penélope Cruz – Vicky Cristina Barcelona
  - Rosemarie DeWitt – Rachel wychodzi za mąż
  - Rosie Perez – Po napadzie
  - Misty Upham – Rzeka ocalenia
  - Debra Winger – Rachel wychodzi za mąż

### Najlepsza drugoplanowa rola męska
- James Franco – Obywatel Milk
  - Anthony Mackie – The Hurt Locker. W pułapce wojny
  - Charlie McDermott – Rzeka ocalenia
  - JimMyron Ross – Balast
  - Haaz Sleiman – Spotkanie

### Najlepszy debiut
- Charlie Kaufman – Synekdocha, Nowy Jork
  - Antonio Campos – Afterschool
  - Barry Jenkins – Medicine for Melancholy
  - Christopher Zalla – Ojcze nasz
  - Alex Rivera – Podłącz się

### Najlepszy debiutancki scenariusz
- Dustin Lance Black – Obywatel Milk
  - Lance Hammer – Balast
  - Courtney Hunt – Rzeka ocalenia
  - Jonathan Levine – The Wackness
  - Jenny Lumet – Rachel wychodzi za mąż

### Najlepsze zdjęcia
- Maryse Alberti – Zapaśnik
  - Lol Crawley – Balast
  - James Laxton – Medicine for Melancholy
  - Harris Savides – Obywatel Milk
  - Michael Simmonds – Chop Shop

### Najlepszy dokument
- Człowiek na linie
  - Zdrada
  - Spotkania na krańcach świata
  - The Order of Myths
  - W górę Jangcy

### Nagroda Johna Cassavetesa
(przyznawana filmowi zrealizowanemu za mniej niż pięćset tysięcy dolarów)
- Pocałunek o północ
  - Prince of Broadway
  - Sygnał
  - Take Out
  - Pod prąd

### Nagroda Roberta Altmana
(dla reżysera, reżysera castingu i zespołu aktorskiego)
- Synekdocha, Nowy Jork

### Nagroda producentów „Piaget”
(12. rozdanie nagrody producentów dla wschodzących producentów, którzy, pomimo bardzo ograniczonych zasobów, wykazali kreatywność, wytrwałość i wizję niezbędną do produkcji niezależnych filmów wysokiej jakości.
Nagroda wynosi 25 000 dolarów ufundowanych przez sponsora Piaget)
- Heather Rae – Rzeka ocalenia i Ibid
  - Lars Knudsen i Joy Van Hoy – Treeless Mountain and I'll Come Running
  - Jason Orans – Goodbye Solo and Year of the Fish

### Nagroda „Ktoś do pilnowania”
(15. rozdanie nagrody „Ktoś do pilnowania”; nagroda przyznana zostaje utalentowanemu reżyserowi z wizją, który nie otrzymał jeszcze odpowiedniego uznania. Nagroda wynosi 25 000 dolarów)
(Reżyser – Film)
- Lynn Shelton – My Effortless Brilliance
  - Barry Jenkins – Medicine for Melancholy
  - Nina Paley – Sita śpiewa bluesa

### Nagroda „Prawdziwsze od fikcji”
(14. rozdanie nagrody „Prawdziwsze od fikcji”; nagroda przyznana została wschodzącemu reżyserowi filmu non-fiction, który jeszcze nie otrzymał uznania. Nagroda wynosi 25 000 dolarów)
- Margaret Brown – The Order of Myths
  - Sacha Gervasi – Anvil! The Story of Anvil
  - Darius Marder – Loot